# 1933 год в изобразительном искусстве СССР
1933 год был отмечен рядом событий, оставивших заметный след в истории советского изобразительного искусства.

## События
- В марте в Ленинграде открылась выставка портрета. Среди 76 участников были представлены работы Виктории Белаковской, Исаака Бродского, Николая Кострова, Михаила Платунова, Павла Филонова и других художников[1].

- 2 апреля Постановлением правительства утверждено «Положение о Всероссийской Академии художеств» (ВАХ)[2].

- В мае в Ленинграде в ДК имени Первой пятилетки открылась «Выставка картин Ленинградского Областного Дома художника». Экспонировались работы Виктории Белаковской, Исаака Бродского, Александра Ведерникова, Николая Кострова, Аркадия Рылова, Ивана Степашкина, Павла Филонова и других художников[3].

- 27 июня в Москве в залах Исторического музея открылась выставка «Художники РСФСР за 15 лет. 1917—1932», показанная годом ранее в Ленинграде в ГРМ[4].

- 30 июня в Москве в ЦПКО имени А. М. Горького открылась художественная выставка «15 лет РККА», показанная затем в декабре в Ленинграде в ГРМ[5]. Экспонировались работы Михаила Авилова, Исаака Бродского, Петра Бучкина, Николая Дормидонтова, Бориса Иогансона, Дмитрия Кардовского, Александра Любимова, Сергея Герасимова, Виктора Орешникова, Рудольфа Френца, Василия Хвостенко, Александра Савинова и других художников[6]. Всего на ленинградской выставке экспонировалось 517 произведений 234 авторов. Наряду с ГРМ в организации выставки участвовал ЛОСХ и кооперативное товарищество художников Ленизо[7].

- Основан Воронежский областной художественный музей им. И. Н. Крамского.

## Деятели искусства

### Родились
- 9 января — Александр Белашов, скульптор-анималист, заслуженный художник РСФСР, академик Российской академии художеств (ум. в 2011).
- 19 января — Юрий Михайлов, живописец (ум. в 1991).
- 27 января — Валерий Ватенин, живописец, график и педагог (ум. в 1977).
- 7 февраля — Юрий Межиров, живописец, народный художник Российской Федерации.
- 19 февраля — Елена Горохова, живописец.
- 5 сентября — Эрик Булатов, художник, один из основателей соц-арта.
- 23 октября — Юрий Иванов, скульптор, заслуженный художник РСФСР.
- 2 декабря — Георгий Ковенчук, живописец, график, сценограф и писатель, заслуженный художник РСФСР.

### Скончались
- 23 января — Аполлинарий Васнецов, исторический живописец (род. в 1856).
- 29 июля — Николай Купреянов, художник-график (род. в 1894).